# Donald Joseph Leo Pelletier
Donald Joseph Leo Pelletier MS (* 17. Juni 1931 in Attleboro; † 4. Juni 2022 ebenda) war ein US-amerikanischer Ordensgeistlicher und römisch-katholischer Bischof von Morondava.

## Leben
Donald Joseph Leo Pelletier trat der Ordensgemeinschaft der Missionare Unserer lieben Frau von La Salette bei und empfing am 28. Oktober 1956 in Rom das Sakrament der Priesterweihe. 
Am 15. Oktober 1999 ernannte ihn Papst Johannes Paul II. zum Bischof von Morondava. Der Erzbischof von Fianarantsoa, Philibert Randriambololona SJ, spendete ihm am 13. Februar 2000 vor der Kathedrale Maria Manjaka Namahora in Morondava die Bischofsweihe; Mitkonsekratoren waren Bernard Charles Ratsimamotoana MS, emeritierter Bischof von Morondava, und Félix Ramananarivo MS, Bischof von Antsirabé.
Am 26. Februar 2010 nahm Papst Benedikt XVI. sein altersbedingtes Rücktrittsgesuch an.